# Lutowiska
Lutowiska is een dorp in de Poolse woiwodschap Subkarpaten. De plaats maakt deel uit van de gemeente Lutowiska en telt 750 inwoners.
Tussen 1945 en 1951 maakte het dorp deel uit van de Sovjet-Unie en droeg het de naam Sjevtsjenko.

## Galerij

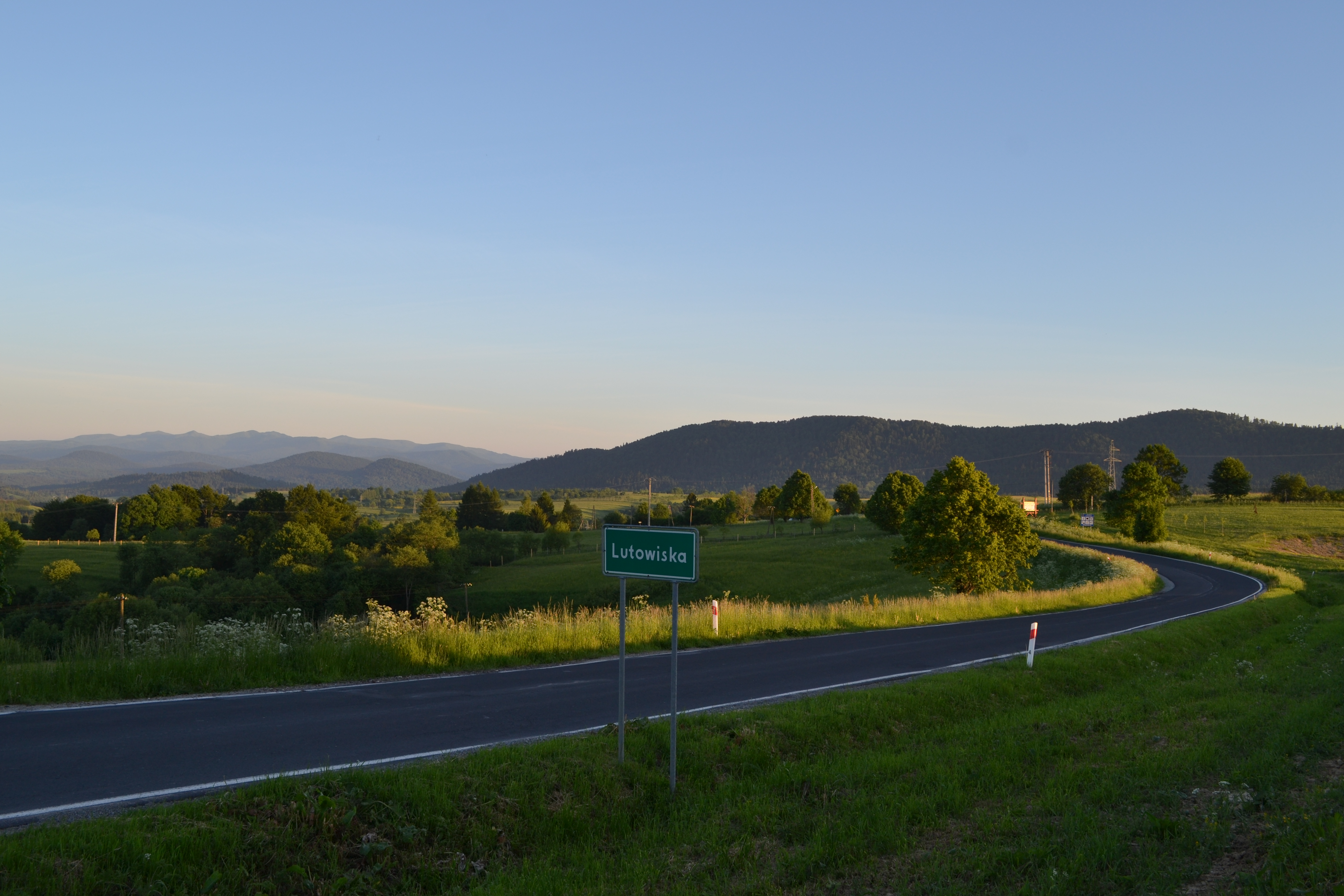
Weg naar Lutowiska.
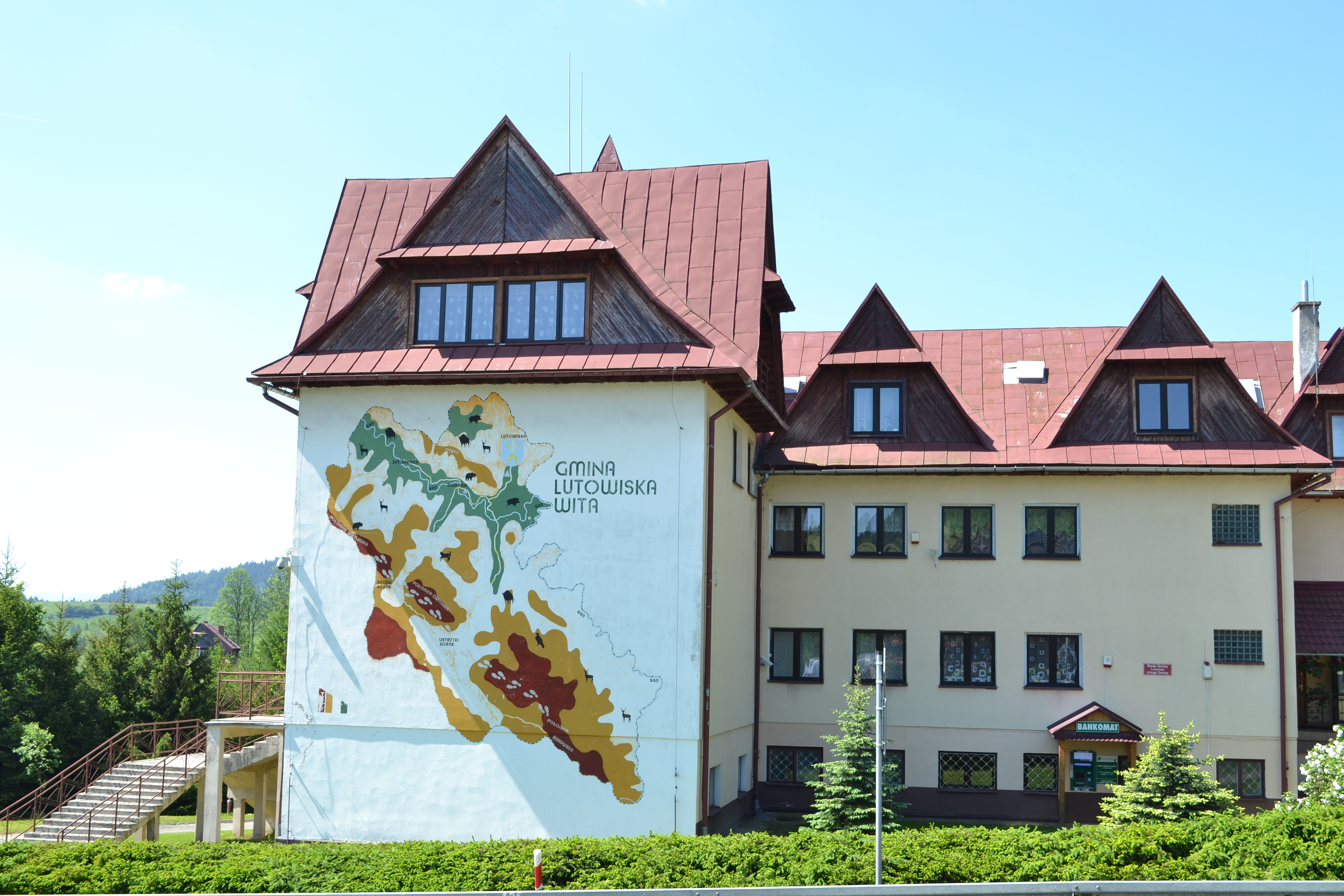
Gebouw in Lutowiska met een muurtekening.
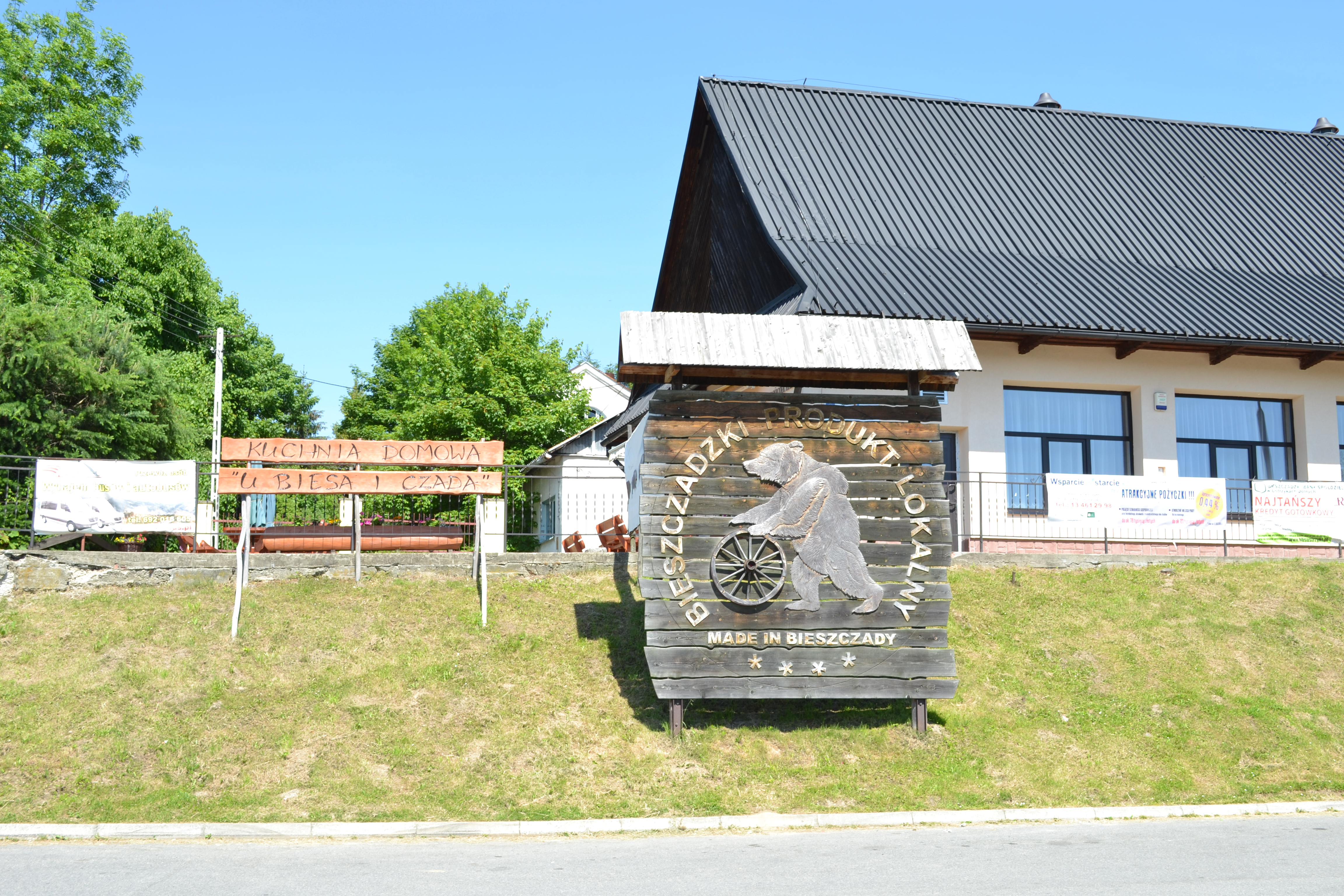
Verkoop van lokale producten.